# Zaměstnanecké výhody

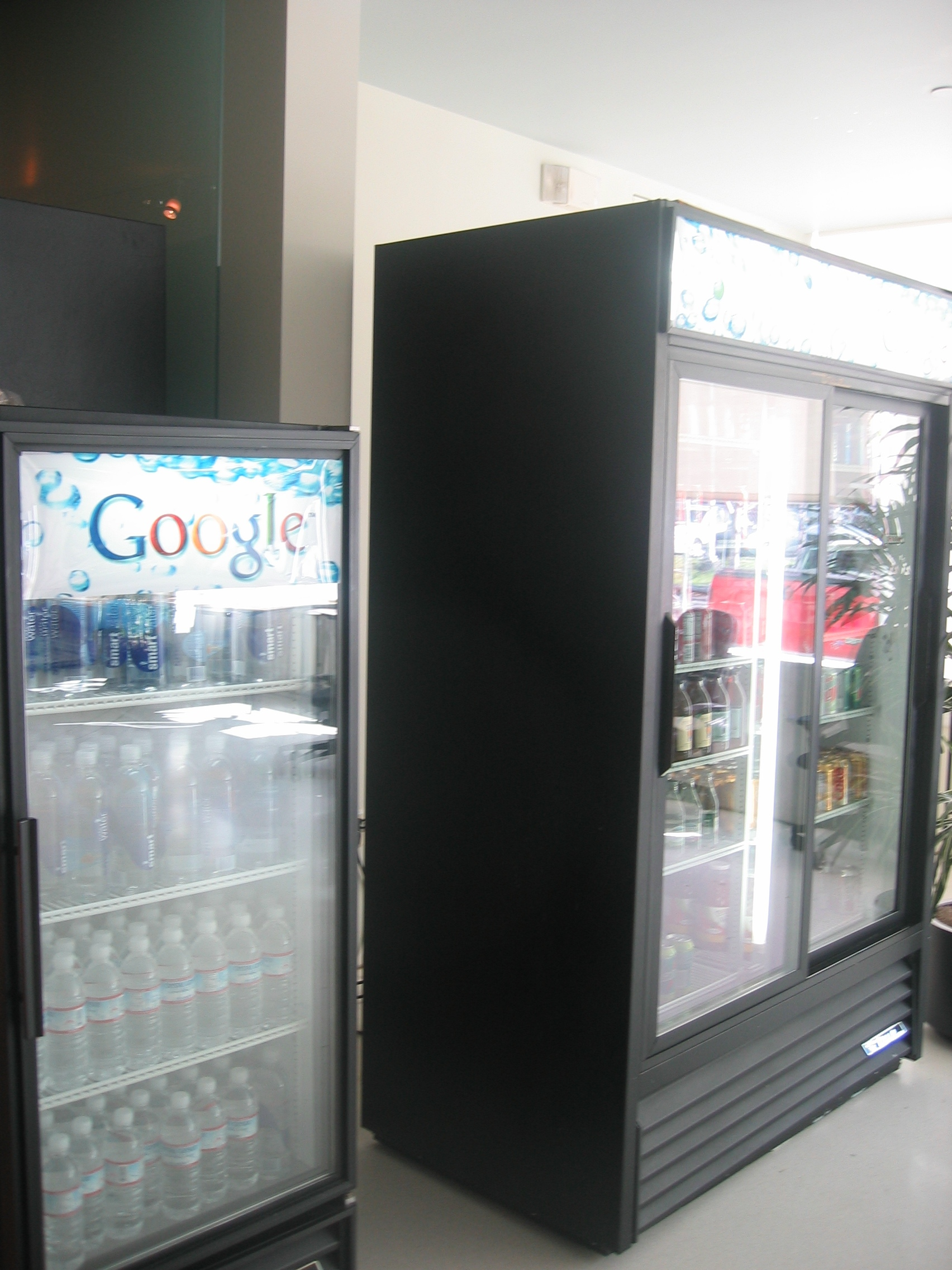
Skříň s nápoji v Googleplexu (sídlu firmy Google v Kalifornii), pro zaměstnance zdarma

Zaměstnanecké výhody jsou benefity, které zaměstnavatel poskytuje zaměstnanci mimo mzdu. Zpravidla nejsou vymahatelné ani upravované zákonem. Mohou být peněžní, v hmotné formě či ve formě nadstandardní služby; mohou nabývat různých podob. Patří mezi ně:
- stravenky nebo závodní stravování,
- dovolená nad zákonný nárok,
- jazykové a odborné kurzy,
- firemní vozidlo nebo příspěvky na dopravu,
- firemní mobilní telefon, typicky s úhradou pracovních hovorů,
- přechodné ubytování či příspěvek na bydlení,
- penzijní připojištění či životní pojištění,
- poskytování vybraných služeb (obvykle zvýhodněné využívání služeb firmy),
- rekreace ve firemních zařízeních, příspěvky na dovolené,
- volná (režijní) jízdenka u firem provozujících pravidelnou dopravu osob,
- třináctý a příp. čtrnáctý plat,
- sick days, free days,
- prodloužení rodičovské dovolené,
- firemní školka.

Firmy zaměstnanecké výhody poskytují, aby snáze našly nové zaměstnance a stávající zaměstnance motivovaly k lepšímu pracovnímu výkonu, nebo jako součást společenské odpovědnosti v sociální oblasti. Ti, kteří pro firmu pracují na základě smlouvy o dílo nebo jiné podobné smlouvy, na zaměstnanecké výhody nárok nemají, není-li to dohodnuto individuálně. Zaměstnanecké výhody jsou většinou poskytovány plošně, pouze u některých se přihlíží k funkci a postavení pracovníka ve firmě, k době jeho zaměstnání nebo osobním zásluhám (požitky, angl. emoluments). Z některých výhod mohou těžit i rodinní příslušníci zaměstnanců firmy. V současnosti se také prosazují tendence poskytovat určité zaměstnanecké výhody i pracovníkům mimo běžný pracovní poměr. Benefity nad rámec zákona jsou obvykle sjednány v kolektivních smlouvách či vnitřním předpisu. 
Nejžádanější benefity: 
- 5 týdnů dovolené,
- služební auto i k soukromým účelům,
- třináctý plat,
- 6 týdnů dovolené,
- pružná pracovní doba.

## Cafeteria Systém
Tzv. Cafeteria Systém umožňuje pracovníkům volit si z nabízených alternativ podle vlastních hodnotových preferencí a aktuálních potřeb. Zaměstnancům je v tomto případě nabízen určitý komplex výhod, ze kterého mají možnost podle svého uvážení vybrat takový soubor benefitů, který jim osobně nejvíce vyhovuje. Organizace tak může ušetřit na výhodách, které se projeví jako neatraktivní, a pro pracovníky samotné je to značný motivační zdroj. Mají větší pocit autonomie a rovnoprávnosti vyplývající z podílení se na vlastním ocenění. Na druhou stranu je systém poněkud složitější oproti jednoduše nastaveným a přiděleným výhodám.